# Kiboga
Kiboga – miasto w Ugandzie, stolica dystryktu Kiboga.